# Шезметет
Шезметет (Шесемтет) (šsm.t.t) - у єгипетській міфології богиня магії. Вона була згадана в Текстах пірамід. Шезметет зображалася у вигляді лева чи жінки з головою лева. Її атрибутом, а можливо навіть фетишом був мінерал «шесемт», який прикрашав пояс богині. У часи Давнього царства її ототожнювали з Сехмет або Бастет, але один з її епітетів - Пані Пунт, відрізняє Шезметет від них можливим нубійським або ефіопським походженням. Вшановувалась у Пунті, а в Єгипті центром культу богині був острів Елефантина. Її ім'я походить від назви поясу, прикрашеного бісером, зображення якого з'явилися в епоху Стародавнього царства.
У вигляді кобри богиня захищала бога Ра і нищила ворогів Осіріса.